# 선불 사기
선불 사기 또는 선불 수수료 사기(advance-fee scam)는 사기 (법률)의 한 형태이며 가장 일반적인 유형의 신용 수법 중 하나이다. 이 사기는 일반적으로 소액을 선불로 지불하는 대가로 피해자에게 거액의 상당 부분을 약속하는 것과 관련되며, 사기꾼은 이 선불이 큰 액수를 얻는 데 사용될 것이라고 주장한다. 피해자가 돈을 지불하면 사기꾼은 피해자가 지불할 추가 수수료를 고안하거나 단순히 사라진다.
연방수사국(FBI)은 "피해자가 대출, 계약, 투자, 선물 등 더 큰 가치를 기대하고 누군가에게 돈을 지불한 후 거의 또는 전혀 받지 못하는 경우 답례로 선지급 수수료 제도가 발생한다"고 밝혔다.  이러한 유형의 사기에는 419 사기라고도 알려진 나이지리아 왕자 사기(Nigerian prince scam)를 포함하여 다양한 변형이 있다. 숫자 "419"는 사기, 해당 범죄자에 대한 기소 및 처벌을 다루는 나이지리아 형법 섹션을 나타낸다. 사기는 팩스 및 일반 우편에 사용되었으며 현재는 이메일과 같은 온라인 통신에서 널리 퍼져 있다. 다른 변형으로는 스페인 죄수 사기와 검은 돈 사기가 있다.
나이지리아가 이러한 사기에 가장 자주 언급되는 국가이지만, 주로 다른 국가에서 발생한다. 선수금 사기 발생률이 높은 것으로 알려진 다른 국가로는 코트디부아르, 토고, 남아프리카, 네덜란드, 스페인, 자메이카 등이 있다.